# Samsung Pay
Samsung Pay là một dịch vụ thanh toán bằng điện thoại và ví điện tử của Samsung Electronics cho phép người dùng có thể thanh toán bằng cách sử dụng điện thoại thông minh hoặc các sản phẩm khác của Samsung. Dịch vụ này hỗ trợ thanh toán không cần chạm thông qua NFC, mà còn kết hợp với truyền dữ liệu an toàn cho phép thanh toán không chạm được sử dụng trên các thiết bị thanh toán chỉ hỗ trợ thẻ từ và thẻ giao tiếp thông thường.
Dịch vụ này được phát hành ở Hàn Quốc vào ngày 20 tháng 8 năm 2015 và ở Mỹ vào ngày 28 tháng 9 cùng năm. Vào năm 2016 tại Hội chợ điện tử tiêu dùng quốc tế (CES 2016), công ty truyền thông công bố rằng Samsung Pay sẽ sớm đến với nhiều ngân hàng ở Úc, Brazil, Tây Ban Nha và Singapore.

## Dịch vụ
Samsung Pay được phát triển từ sở hữu trí tuệ của LoopPay, một công ty gọi vốn mới khởi nghiệp mà Samsung đã mua lại vào tháng 2 năm 2015. Dịch vụ này hỗ trợ cả NFC-hệ thống thanh toán dựa trên nền tảng di động (được ưu tiên hỗ trợ khi được phát hiện), cũng như chỉ hỗ trợ thẻ từ. Điều này được thực hiện qua công nghệ gọi là "Bảo mật truyền từ" (MST), chuyển dữ liệu từ thẻ đến khe sẹc của thiết bị thanh toán bằng cách trường điện từ, làm cho thiết bị đăng kí nó như một thẻ từ. Lập trình viên LoopPay đã bắt đầu bởi vì thiết kế này, công nghệ sẽ hoạt động với "hầu như 90%" với tất cả các thiết bị bán hàng ở Mỹ (ngoài trừ các thiết bị yêu cầu thẻ vật lý để sẹc nhằm kích hoạt chức năng đó).
Trên điện thoại, trình đơn Samsung Pay được kích hoạt bằng cách vuốt từ cạnh dưới của màn hình. Các thẻ tín dụng, ghi nợ và thẻ thành viên có thể được nạp vào ứng dụng, và được chọn bằng cách vuốt qua lại giữa màn hình.
Tính khả dụng của Samsung Pay không chỉ bị giới hạn ở nơi phát hành thẻ, mà còn dựa trên mã khu vực (CSC) của thiết bị đó. Do đó, điện thoại bán ra ở khu vực không hỗ trợ sẽ không sử dụng được Samsung Pay ngày cả khi người dùng ở khu vực hỗ trợ và sử dụng SIM của khu vực đó.
Ở Hàn Quốc, Samsung Pay có thể sử dụng cho các cửa hàng thanh toán trực tuyến và rút tiền bằng cách lựa chọn ngân hàng trên các cây máy rút tiền tự động (ATM).
Ở Trung Quốc đại lục, Samsung Pay hỗ trợ thanh toán trong ứng dụng, giao dịch QR code (Alipay và Wechat Pay) và các thẻ thanh toán phương tiên công cộng tại Beijng, Shanghai, Guangzhou, Shenzhen và các thành phố khác.
Ở Hong Kong, Samsung Pay có thể liên kết với thẻ Octopus, còn được gọi là Smart Octopus, để có thể thực hiện các giao diện điện tử ở những hệ thống trực tuyến hoặc trực tiếp.
Ở Ấn Độ, Samsung Pay hỗ trợ Unfied Payments Interface (UPI) - Nền tảng thanh toán hợp nhất và BharatQR. Ngoài ra, Samsung Pay còn hỗ trợ thanh toán hóa đơn qua Bharat Bill Payment System (BBPS).
- Vào tháng 5 năm 2016, nó được báo cáo rằng Samsung đang phát triển một dịch vụ gọi là Samsung Pay Mini. Dịch vụ này chỉ được sử dụng cho thanh toán trực tuyến, và mục tiêu trở thành dịch vụ đa nền tảng.[7]
- Vào tháng 2017, Samsung đã xác nhận rằng Samsung Pay Mini sẽ không chỉ hoạt động trên các thiết bị Galaxy, mà còn trên các điện thoại Android khác, và chạy trên hệ điều hành Android Lollipop trở lên và có độ phân giải 1280 × 720 pixels hoặc cao hơn.[8][9]
- Vào tháng 6 năm 2017, Samsung phát hành Samsung Pay Mini và hiện có sẵn trên Galaxy J7 Max/On Max (ở Ấn Độ).[10]
- Vào tháng 5 năm 2020, Samsung Pay đã ra mắt Samsung Money by SoFi, hợp tác cùng với công ty tài chính SoFi.[11]
- Vao tháng 6 năm 2020, Samsung thông báo hợp tác giữa Samsung Pay, Curve và Mastercard để cùng phát hành Samsung Pay Card tại thị trường Anh  và các nước Đông Âu.
- Vào tháng 9 năm 2021, Samsung Pay Mini được phát hành cho các thiết bị Galaxy A và Galaxy M Series.[12][13]
- Vào tháng 6 năm 2022, Samsung Pay được đổi tên thành Samsung Wallet tại Hoa Kỳ, Vương quốc Anh, Pháp, Đức, Ý và Tây Ban Nha. Cùng với việc đổi tên, các tính năng mới như khả năng lưu trữ tài sản kỹ thuật số (VD: Tiền điện tử, NFT) và khóa kỹ thuật số trong ứng dụng Samsung Wallet. Các tính năng mới này cũng đã đến với ứng dụng Samsung Pay ở Hàn Quốc, mặc dù nó không sử dụng cái tên "Samsung Wallet".[14]

## Bảo mật
Các biện pháp bảo mật trên Samsung Pay dựa trên Samsung Knox và công nghệ ARM TrustZone; thông tin thẻ tín dụng được lưu trữ bằng một mã an toàn. Thanh toán cần phải xác nhận dấu vân tay.
Vào tháng 8 năm 2016, nhà nghiên cứu bảo mật Salvador Mendoza tiết lộ một lỗ hổng tiềm tàng trong Samsung Pay, cho rằng các mã bảo mật không đủ ngẫu nhiên và có thể dự đoán được.
Samsung Pay sẽ không hoạt động với các thiết bị mà nền tảng bảo mật Knox đã bị ảnh hưởng.

## Ngày phát hành
| Ngày                 | Quốc gia hỗ trợ thanh toán           |
| -------------------- | ------------------------------------ |
| 20 tháng 8 năm 2015  | Hàn Quốc                             |
| 28 tháng 9 năm 2015  | Mỹ                                   |
| 29 tháng 3 năm 2016  | Trung Quốc                           |
| 2 tháng 6 năm 2016   | Tây Ban Nha                          |
| 15 tháng 6 năm 2016  | Úc                                   |
| 16 tháng 6 năm 2016  | Singapore                            |
| 13 tháng 7 năm 2016  | Puerto Rico                          |
| 19 tháng 7 năm 2016  | Brazil                               |
| 28 tháng 9 năm 2016  | Nga                                  |
| 8 tháng 11 năm 2016  | Canada                               |
| 8 tháng 2 năm 2017   | Thái Lan                             |
| 24 tháng 2 năm 2017  | Malaysia                             |
| 22 tháng 3 năm 2017  | Ấn Độ                                |
| 27 tháng 4 năm 2017  | Thụy Điển                            |
| 27 tháng 4 năm 2017  | Các Tiểu vương quốc Ả Rập Thống nhất |
| 16 tháng 5 năm 2017  | Anh                                  |
| 23 tháng 5 năm 2017  | Thụy Sỹ                              |
| 23 tháng 5 năm 2017  | Đài Loan                             |
| 25 tháng 5 năm 2017  | Hồng Kông                            |
| 28 tháng 9 năm 2017  | Việt Nam                             |
| 15 tháng 11 năm 2017 | Belarus                              |
| 30 tháng 1 năm 2018  | Mexico                               |
| 22 tháng 3 năm 2018  | Ý                                    |
| 26 tháng 4 năm 2018  | Pháp                                 |
| 21 tháng 8 năm 2018  | Nam Phi                              |
| 23 tháng 3 năm 2019  | Indonesia                            |
| 21 tháng 1 năm 2020  | Kazakhstan                           |
| 20 tháng 9 năm 2020  | Kuwait                               |
| 28 tháng 10 năm 2020 | Germany                              |

## Thiết bị tương thích

### Điện thoại tầm cao

#### Galaxy S
- Samsung Galaxy S6 (bao gồm S6 Edge, Active và Edge+; Công nghệ MST giới hạn ở một số thị trường, công nghệ NFC có sẵn trên tất cả các kiểu máy)
- Samsung Galaxy S7 (bao gồm S7 Edge và Active)
- Samsung Galaxy S8 (bao gồm S8+ & Active)
- Samsung Galaxy S9 (bao gồm cả S9+ và Active)
- Samsung Galaxy S10 (bao gồm cả S10e, S10+ và S10 5G)
- Samsung Galaxy S20 (bao gồm cả S20 FE, S20+ và S20 Ultra)
- Samsung Galaxy S21 (bao gồm cả S21+5G và S21 Ultra) (Chỉ có thể thanh toán bằng NFC)
- Samsung Galaxy S22 (bao gồm cả S22+ và S22 Ultra) (Chỉ có thể thanh toán bằng NFC)
- Samsung Galaxy S23 (bao gồm cả S22+ và S23 Ultra) (Chỉ có thể thanh toán bằng NFC)

#### Galaxy Note
- Samsung Galaxy Note 5
- Samsung Galaxy Note 7 (ngưng từ tháng Tám năm 2016)
- Samsung Galaxy Note FE
- Samsung Galaxy Note 8
- Samsung Galaxy Note 9
- Samsung Galaxy Note 10 Series (bao gồm Note 10+, Note 10 5G, Note 10+ 5G và Note 10 Lite) (Chỉ có NFC trên Note 10 Lite)
- Samsung Galaxy Note 20 Series (bao gồm Note 20 5G, Note 20 Ultra, Note 20 Ultra 5G)

Galaxy Z
- Samsung Galaxy Fold
- Samsung Galaxy Z Flip
- Samsung Galaxy Z Fold 2
- Samsung Galaxy Z Fold 3
- Samsung Galaxy Z Flip 3
- Samsung Galaxy Z Fold 4
- Samsung Galaxy Z Flip 4

### Điện thoại tầm trung

#### Galaxy A
- Samsung Galaxy A5 (2016), A7 (2016), A8 (2016) (sẵn có cho người dùng Samsung Pay ở Hàn Quốc), A9 (2016) (sẵn có cho người dùng Samsung Pay ở Brazil và Trung Quốc), A9 Pro (2016) (sẵn có cho người dùng Samsung Pay ở Brazil, Trung Quốc, Ấn Độ và Đông Nam Á)
- Samsung Galaxy A3 (2017) (sẵn có cho người dùng Samsung Pay hầu hết các quốc gia, ngoại trừ châu Âu), A5 (2017), A7 (2017)
- Samsung Galaxy A7 (2018) (chỉ NFC)
- Samsung Galaxy A8 (2018) (bao gồm A8+ (2018) & A8 Star (2018)) (chỉ NFC cho A8 Star (2018))
- Samsung Galaxy A9 (2018) (chỉ NFC)
- Samsung Galaxy A50, A70 và A80 (chỉ có sẵn tại một vài quốc gia)
- Samsung Galaxy A30s
- Samsung Galaxy A50s
- Samsung Galaxy A90
- Samsung Galaxy A21, A31, A51 & A51 5G, A52 5G và A71 & A71 5G (chỉ NFC)

#### Galaxy M
- Samsung Galaxy M52 5G
- Samsung Galaxy M42 5G
- Samsung Galaxy M31

#### Galaxy J
- Samsung Galaxy J5 & J7 (2016) (có sẵn tại một vài quốc gia)
- Samsung Galaxy J5 (2017)/J5 Pro (có sẵn tại một vài quốc gia)
- Samsung Galaxy J7 (2017)/J7 Pro (có sẵn tại một vài quốc gia)
- Samsung Galaxy J7 Max (2017) (có sẵn tại một vài quốc gia)

#### Galaxy C và khác
Sẵn có cho người dùng Samsung Pay ở Hồng Công, Ma Cao và Trung Quốc.
- Samsung Galaxy C5 và C5 Pro
- Samsung Galaxy C7 và C7 Pro
- Samsung Galaxy C9 và C9 Pro
- Samsung Galaxy On5 (2016) (còn gọi là Galaxy J5 Prime ở quốc gia khác)
- Samsung Galaxy On7 (2017) (còn gọi là Galaxy J7 Prime ở quốc gia khác)
- Samsung W2017 (không phải điện thoại Galaxy)
- Samsung W2018 (không phải điện thoại Galaxy)

### Đồng hồ thông minh
- Samsung Gear S2 (chỉ NFC)[1][3]
- Samsung Gear S3 (NFC và MST) (không có ở một vài quốc gia)
- Samsung Gear Sport (chỉ NFC)
- Samsung Galaxy Watch (chỉ NFC)
- Samsung Galaxy Watch Active (chỉ NFC)
- Samsung Galaxy Watch Active 2 (chỉ NFC)
- Samsung Galaxy Watch 3 (chỉ NFC)
- Samsung Galaxy Watch 4 (chỉ NFC)
- Samsung Galaxy Watch 5 (chỉ NFC)